# Club Deportes Concepción
Club Deportes Concepción este un club chilian de fotbal din orașul Concepción, fondat în anul 1966.

## Palmares
- Segunda Division: 2

1967, 1994

## Lotul actual
| Nr. |           | Poziție | Jucător          |
| --- | --------- | ------- | ---------------- |
| 1   | Chile     | P       | Angelo Giolito   |
| 2   | Chile     | M       | Gersón Valle     |
| 4   | Chile     | F       | Felipe Peñaloza  |
| 7   | Chile     | F       | Luis Alegría     |
| 8   | Argentina | M       | Matías Sarraute  |
| 9   | Uruguay   | A       | Brian Lugo       |
| 10  | Chile     | M       | Juan Leiva       |
| 11  | Chile     | M       | Joaquín Díaz     |
| 12  | Chile     | P       | José Lafrentz    |
| 13  | Chile     | M       | Vincent Salas    |
| 14  | Chile     | M       | Javier Bustos    |
| 15  | Chile     | M       | Patricio Ramírez |
| 16  | Chile     | M       | Franco Solar     |
| 17  | Chile     | F       | Sebastián Rojas  |

| Nr. |           | Poziție | Jucător            |
| --- | --------- | ------- | ------------------ |
| 19  | Chile     | M       | Piero Gárate       |
| 20  | Chile     | M       | Luis Pacheco       |
| 21  | Chile     | A       | Joel Estay         |
| 23  | Argentina | M       | Agustín Briones    |
| 24  | Uruguay   | F       | Enzo Ruiz          |
| 25  | Paraguay  | P       | Cristián Limenza   |
| 26  | Chile     | F       | Jordan Acosta      |
| 27  | Chile     | F       | Matias Muñoz       |
| --  | Argentina | F       | Franco Mendoza     |
| --  | Chile     | F       | Pablo Sanhueza     |
| --  | Uruguay   | F       | Manuel Fernández   |
| --  | Argentina | A       | Milton Alegre      |
| --  | Uruguay   | A       | Sergio Pérez Visca |